# Carcinoide polmonare atipico

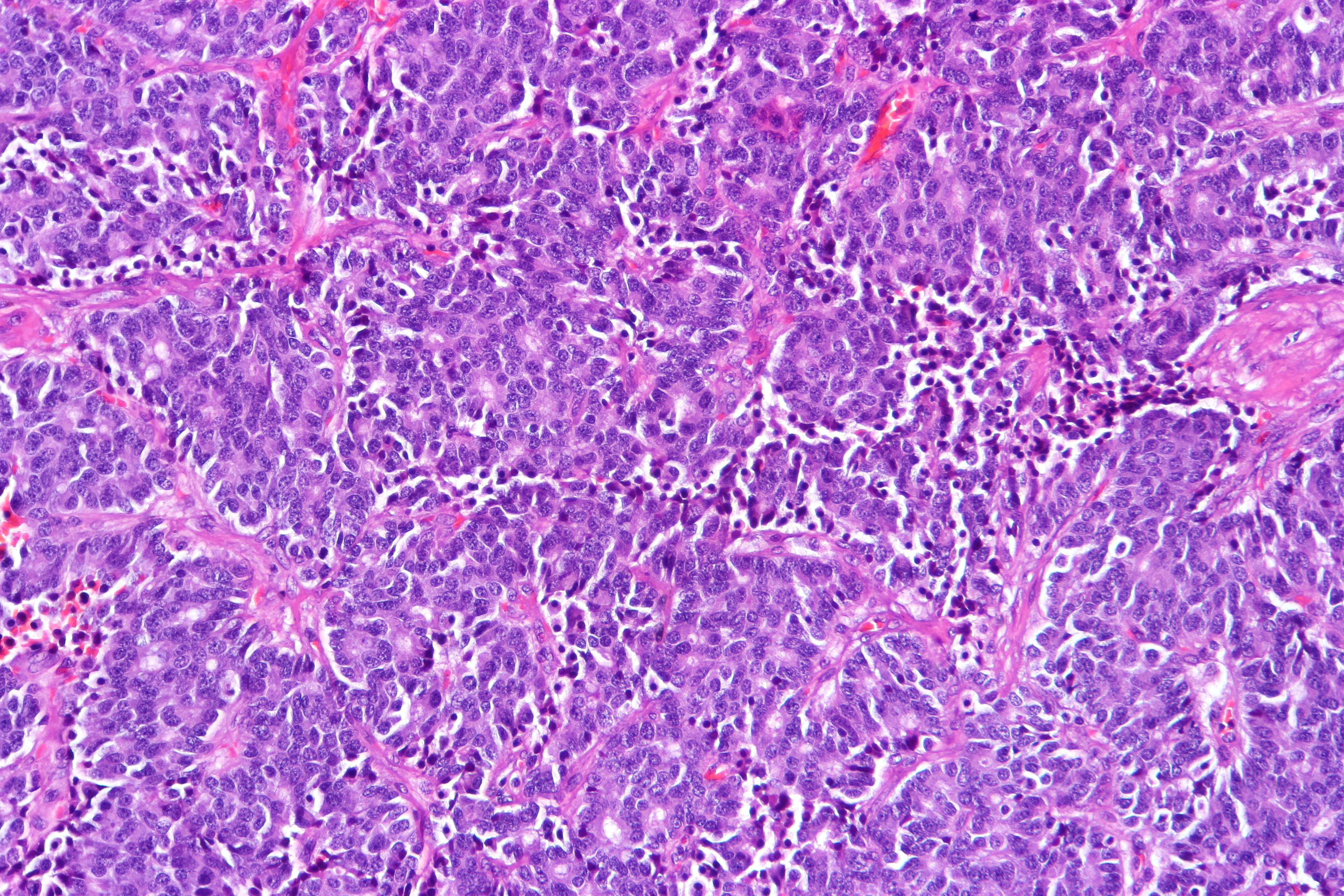

Il  carcinoide polmonare atipico  è una neoplasia  che colpisce i polmoni. Di lenta crescita si differenzia dalla forma tipica per via delle dimensioni della massa tumorale e la maggiore frequenza di formazione di metastasi. Mostra una malignità che si frappone fra le forme più gravi (a grandi cellule e quello a piccole cellule) e la più benigna forma tipica.

## Epidemiologia
Tale forma costituisce a seconda degli studi dall'11 al 24% dei carcinoidi bronchiali.

## Sintomatologia
Spesso risulta asintomatico, può associarsi la sindrome di Werner